# Dišeči kromač
Dišeči kromač (znanstveno ime Myrrhis odorata) je dišeča trajnica, ki izvira iz srednje Evrope]]

## Opis
Po košatih in mehkih listih, dolgih do 50 cm, je dišeči kromač podoben praproti, s katero pa ni v sorodu, saj je bolj soroden janežu in koromaču. Nežni zeleni listi so 2- do 4-krat pernato deljeni in imajo vonj po miri s pridihom mahu, janeža in komarčka. Glavna korenina je rjave barve in ima aromatično belo meso. Je debela in včasih razvejana. Steblo je votlo, plitvo in brazdasto..
Cveti pozno spomladi, oplojeni drobni beli cvetovi s premerom od 2 do 4 mm, ki so zbrani v kobulih pa se razvijejo v aromatično dišeče plodove, dolge do 2 cm, katerih vonj spominja na janež.. Odrasla rastlina lahko v višino doseže do 2 metra

## Zdravilne lastnosti
Listi vsebujejo vitamine, beta karoten in druge karotenoide. Poleg tega vsebuje rastlina tudi kalcij, magnezij, železo, pa tudi cink in mangan. Eterično olje rastline se lahko uporablja za razkuževanje. Vsebuje tudi antioksidantno delujoče flavonoide. Dišeči kromač pospešuje prebavo, v ljudskem zdravilstvu pa so se njegovi pripravki uporabljali za čiščenje sečnih poti, dihal in sluznic, pa tudi za blažitev vnetij. Spodbuja tudi  delovanje jeter in žolča ter pripomore k bolj zdravi krvi.